# VN-veilige gebieden
De VN-veilige gebieden – UN Protected Areas, afgekort tot "UNPA", en UN Safe Areas genoemd in het Engels – waren een aantal door de Verenigde Naties aangeduide en beschermde plaatsen voor vluchtelingen in Kroatië tijdens de Kroatische Onafhankelijkheidsoorlog en Bosnië en Herzegovina tijdens de Bosnische Burgeroorlog.

## Kroatië

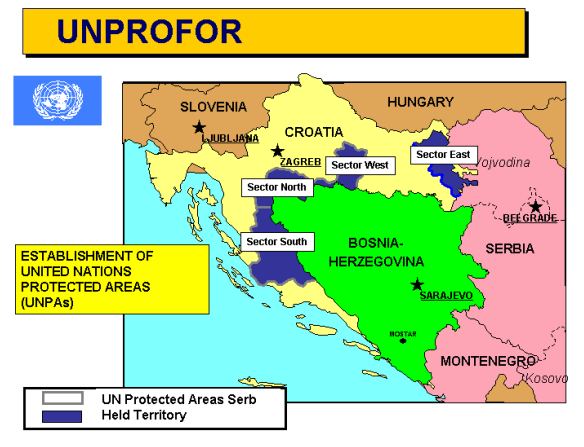
De veilige gebieden in Kroatië.

Begin 1992 richtte de VN-Veiligheidsraad middels resolutie 743 de UNPROFOR-vredesmacht op in toenmalig Joegoslavië. Die kreeg onder meer de opdracht om drie "veilige gebieden" te beschermen in Kroatië. Dat waren Slavonië Oost en West, en Krajina, dat organisatorisch werd verdeeld in de sectoren Noord en Zuid. Rondom waren zogenaamde "roze zones". Deze stonden onder controle van het Joegoslavisch Volksleger, en er werd toezicht gehouden door de VN-vredesmacht.
In deze gebieden woonden veel Serviërs, die in Kroatië een minderheid waren, en er de republiek Servisch Krajina hadden uitgeroepen. Hier brak geweld uit tussen het Kroatisch leger en de ARSK, het leger van de Serviërs. De bedoeling was om de gebieden te demilitariseren door alle gewapende groepen te ontwapenen en ontbinden, en dat de lokale politie er onder toezicht van de VN de orde zou blijven handhaven, in afwachting van een politieke oplossing. UNPROFOR controleerde ook de grenzen van de UNPA's, en buiten de gebieden werd toegezien op de terugtrekking van het Joegoslavisch Volksleger en Kroatische milities.
Het eerste jaar waren er mensenrechtenschendingen, maar daarna verbeterde de situatie. Door tegenwerking van de lokale Servische autoriteiten konden de gebieden echter nooit gedemilitariseerd worden.

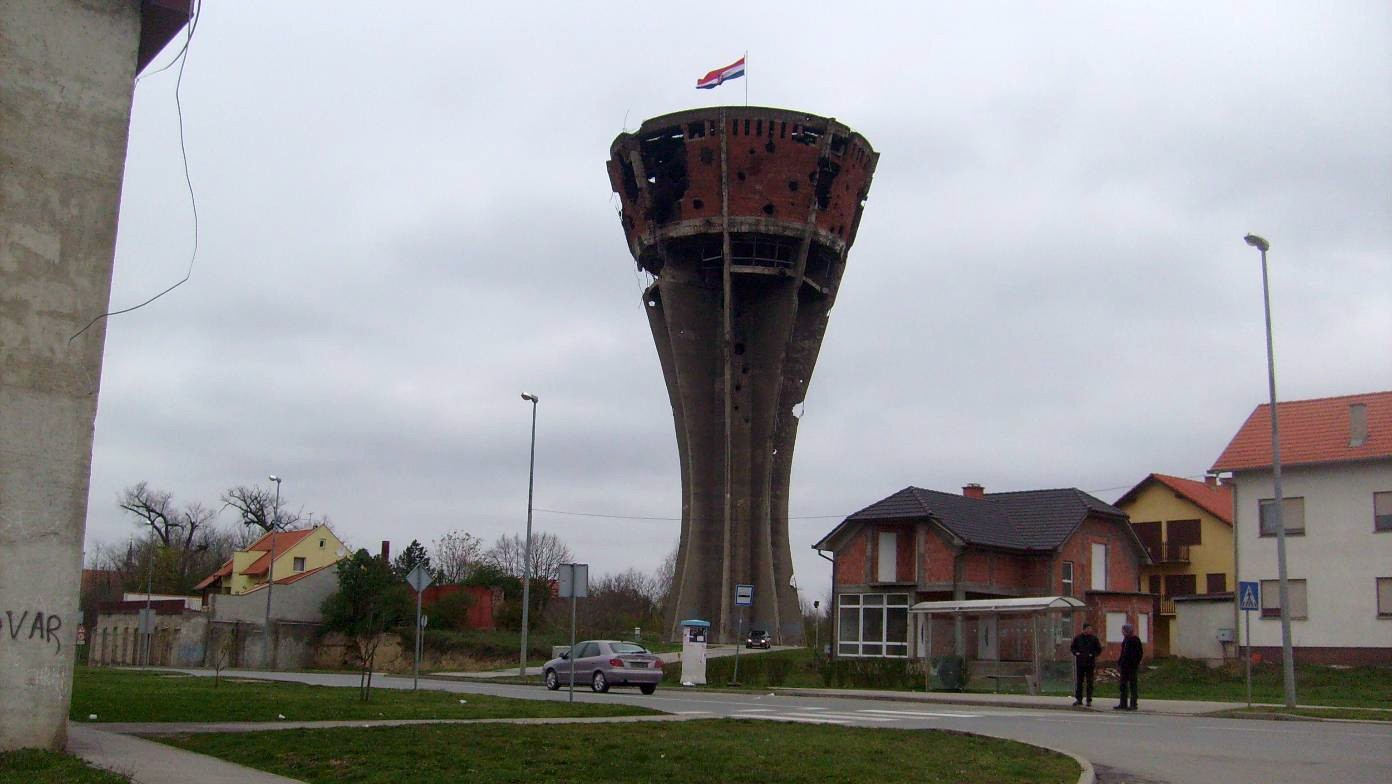
De als monument behouden watertoren van Vukovar; in 1992 stukgeschoten toen de VRS Oost-Slavonië innam. Deze regio vormde nadien het veilige gebied Sector Oost.

In januari 1993 startte het Kroatisch leger een offensief in sector Zuid, en nam de belangrijke Perućadam in. De Serviërs haalden hierop hun wapens terug uit de inleverplaatsen in de UNPA's. Met resolutie 802 eiste de Veiligheidsraad dat de Kroaten uit de UNPA's bleven, en dat de Serviërs de wapens terugbrachten. Na lange onderhandelingen kwamen de twee partijen tot een akkoord hieromtrent, dat vervolgens nooit werd uitgevoerd.
In september 1993 kwam het tot zware incidenten in de veilige gebieden, met artilleriebeschietingen heen en weer. Kroatische troepen vielen binnen in de streek rond Medak, en namen er drie Servische dorpen in. Een week later werd een staakt-het-vuren bereikt, en trokken ze zich weer terug. Toen blauwhelmen de dorpen betraden bleken de huizen met opzet verwoest, en werden achttien doden gevonden.
In maart 1994 sloten Kroatië en de Servische autoriteiten in de veilige gebieden opnieuw een wapenstilstand. Hoewel dit bestand standhield waren er in de maanden die volgden verschillende schendingen in de UNPA's.
In 1995 nam Kroatië met twee offensieven zijn door de ARSK en de VRS bezette grondgebied in. De eerste was Operatie Flash begin mei, waarmee Sector West in Kroatische handen kwam. Begin augustus volgde Operatie Storm in Krajina. Deze Kroatische overwinning veranderde ook de machtsverhoudingen in het naastgelegen Bosnië, waar het momentum werd opgevolgd met een groot offensief met het leger van Bosnië en Herzegovina tegen de VRS. In Kroatië bleef enkel het veilige gebied Sector Oost in Slavonië nog over. Hier werd in 1996 de nieuwe vredesmacht UNTAES gestationeerd. In 1998 werd het gebied geherintegreerd in Kroatië.

## Bosnië en Herzegovina
In maart 1993 intensiveerden de gevechten in het oosten van Bosnië en Herzegovina. Bosnisch-Servische paramilitairen vielen verschillende steden aan, waarbij veel burgers omkwamen. Duizenden Bosnische moslims vluchtten naar Srebrenica. De commandant van UNPROFOR, generaal Philippe Morillon, hees er de vlag van de Verenigde Naties en verklaarde de stad tot "veilige zone". In april 1993 bevestigde de VN-Veiligheidsraad deze status met resolutie 819, eiste dat de Bosnische-Servische milities hun aanvallen op de stad staakten, zich terugtrokken uit de omgeving en ongehinderde noodhulp aan de bevolking toelieten, terwijl hun aanzet tot etnische zuivering werd veroordeeld.
In april 1993 kwam een delegatie van de Veiligheidsraad de zaak ter plaatse bekijken. Vervolgens maakte ze middels resolutie 824 de steden Tuzla, Žepa, Goražde, Bihać en Sarajevo ook tot veilige gebieden. Op dat moment waren de manschappen van UNPROFOR slechts licht bewapend. Enkel hun aanwezigheid werd geacht de VRS, het leger van de Bosnisch-Servische Republiek, ervan te weerhouden de veilige gebieden aan te vallen. Dat was echter niet het geval, en resolutie 836 in juni versterkte het mandaat van de vredesmacht. Ze mocht nu met geweld reageren op bombardementen, invallen en aanvallen op hulpkonvooien. In het uiterste geval mocht ook luchtsteun gevraagd worden, die door de NAVO werd geleverd.
Secretaris-generaal Boutros Boutros-Ghali gaf aan hier 34.000 bijkomende troepen voor nodig te hebben. Dat was voor veel Europese landen een brug te ver, en dus bleef het bij 7600. Ze bleven echter licht gewapend, en fungeerden vooral als waarnemers. De VRS bleef de veilige gebieden aanvallen. In het bijzonder Sarajevo, dat bijna vier jaar lang belegerd werd, en gedurende die tijd bestookt werd met granaten. Pas na een ultimatum waarin werd gedreigd met luchtaanvallen op artillerie- en mortierstellingen werden deze zware wapens teruggetrokken. Maar ook de HVO, het leger van de Bosnisch-Kroatische Republiek Herceg-Bosna vocht, gesteund door het Kroatisch leger, tegen het leger van Bosnië en Herzegovina in het zuidwesten.

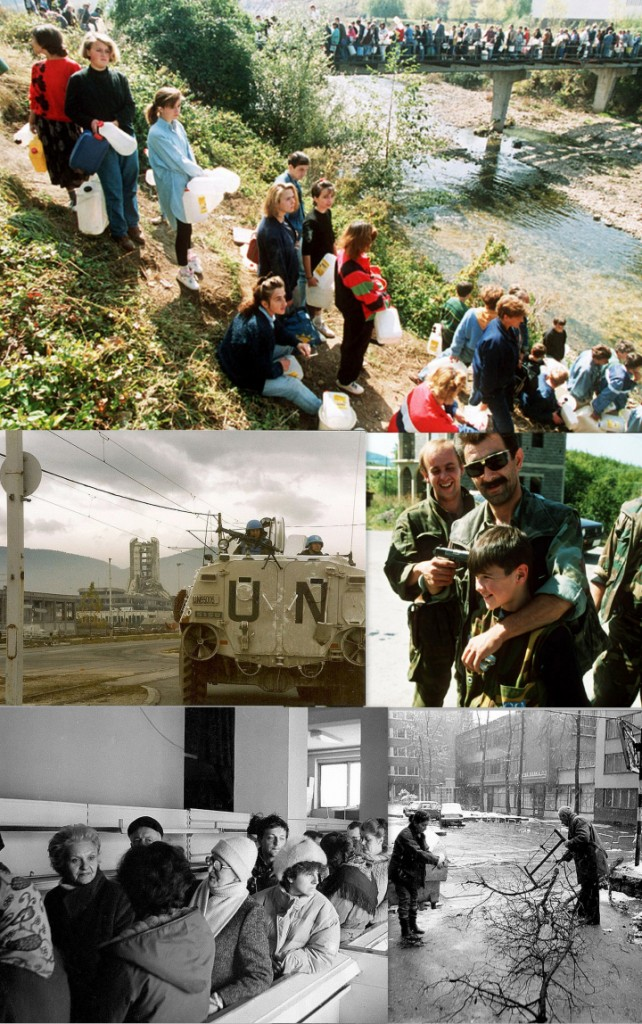
Beelden van tijdens het beleg van Sarajevo tussen 1992 en 1995.

In maart 1994 vroeg de secretaris-generaal 8675 extra manschappen, waarvan een derde voor Sarajevo, en de rest voor Centraal-Bosnië. Er werd ook gedacht om van Maglaj een veilig gebied te maken, waarvoor nog eens 1500 man nodig zou zijn. De manschappen in Bosnië en Herzegovina waren echter constant in gevaar, en landen waren niet meteen bereid er meer te sturen. Daarenboven liepen ze steeds achterop met hun financiële bijdragen aan de missie. Resolutie 908 versterkte de operatie in maart 1994 met 3500 manschappen, en resolutie 914 van april 1994 nog eens met 6550.
In maart 1994 werd het Akkoord van Washington getekend, waarmee een einde kwam aan de oorlog tussen Bosniërs en Kroaten, de Kroatische Republiek Herceg-Bosna werd opgeheven en de Federatie Bosnië en Herzegovina gevormd. Deze twee partijen vormden vanaf dan een alliantie tegen de VRS.
Eind maart 1994 begon de VRS een offensief tegen Goražde. Er vielen vele burgerslachtoffers door de artilleriebeschietingen, maar ook de VN-waarnemers liepen gevaar. Daarom bombardeerde de NAVO op 10 en 11 april hun stellingen. Er kwam echter geen einde aan, en dus stelde de NAVO een ultimatum. Hierop werd alsnog een staakt-het-vuren overeengekomen, waarbij de zware wapens twintig kilometer van het centrum van Goražde werden teruggetrokken.
Na de zomer van 1994 escaleerde het geweld in onder meer Sarajevo opnieuw. Sluipschutters en artillerie viseerden voetgangers, huizen en voertuigen, en ook de vredesmacht kreeg slachtoffers te verwerken. Ook werden aanvoerroutes voor noodhulp geblokkeerd. Opnieuw werd NAVO-luchtsteun ingeroepen. Ook Goražde, Srebrenica, Tuzla en andere steden werden op die manier belaagd.
In de regio rond Bihać werd hevig gevochten. De ARSK bombardeerde er plaatsen met napalm en clusterbommen, waarop NAVO-vliegtuigen hun vliegveld in Udbina bombardeerden. Eind november begon de VRS Bihać te beschieten. Een grote operatie van de HVO met Kroatische steun in december kon de stad ontzetten.
In juli 1995 nam de VRS de veilige zone Srebrenica in, nadat hun aanval op Goražde was afgeslagen. Duizenden Bosnische mannen werden vervolgens vermoord. In dezelfde maand werd ook de enclave Žepa ingenomen. Ook in Tuzla en Sarajevo, met het Tweede Markale-bloedbad, pleegde de VRS oorlogsmisdaden. In september begon NAVO-operatie Deliberate Force, waarbij VRS-stellingen gebombardeerd werden. Die stemde vervolgens in met het weghalen van zijn zware wapens rondom Sarajevo. Tegelijkertijd begon het leger van Bosnië en Herzegovina met steun van Kroatië een aantal grote operaties, waarbij grote delen van West-Bosnië werden ingenomen. De situatie zette de Servische Republiek aan mee te onderhandelen, wat op 21 november 1995 resulteerde in het Verdrag van Dayton, dat een einde maakte aan de oorlog.